# Chalfant (Californie)
Pour les articles homonymes, voir Chalfant.
Chalfant, ou Chalfant Valley, est une census-designated place située dans le comté de Mono, dans l’État de Californie, aux États-Unis. Sa population s’élevait à 660 habitants lors du recensement de 2020.

## Démographie
| 2000 | 2010 | - | - | - | - |
| ---- | ---- | - | - | - | - |
| 493  | 651  | - | - | - | - |

## Source
- (en) Cet article est partiellement ou en totalité issu de l’article de Wikipédia en anglais intitulé « Chalfant, California » (voir la liste des auteurs).

1. ↑  « Explore Census Data », sur data.census.gov (consulté le 31 juillet 2023)
2. ↑  « Statistiques des États-Unis (Californie) - Profils des communautés de 2010 » (consulté en novembre 2020)